# Abraham Bing
Abraham Bing (geboren 1752 in Frankfurt am Main; gestorben am 1. März 1841 in Würzburg) war Landesrabbiner (Oberrabbiner) in Franken.

## Leben
Abraham Bing war der Sohn von Enosch Halevi Bing.
Nach seiner Rabbiner-Ausbildung bei Pinchas Horowitz und Nathan Adler war Bing zunächst Talmudlehrer in Frankfurt und von 1769 bis 1778 Lehrer für jüdische Religion an der Klaus von Offenbach am Main. In den Jahren von 1778 bis 1796 arbeitete er als Richter (Dajjan) am Beth Din in Frankfurt. Anschließend war er von 1798 bis 1814 gewählter Landesrabbiner für den mit Ausnahme des Aschaffenburger Gebiets fast ganz Unterfranken umfassenden Rabbinatsbezirk Würzburg mit Sitz in Heidingsfeld (ab 1814 in Würzburg). Vom 14. Oktober 1813 bis zu seinem Ausscheiden zu Anfang des Jahres 1839 hatte Bing seinen Amtssitz in Würzburg und war Leiter einer großen Jeschiwa (religiöse Hochschule). „Nach Würzburg strömte […] eine grosse Anzahl Schüler, um seinen gelehrten Worten zu lauschen. Zu den bedeutendsten gehörten der nachmalige Altonaer Ober-Rabbiner Jakob Ettlinger, der spätere Londoner chief rabbi Nathan [Marcus] Adler, der Hamburger Chacham Is[aak] Bernays, R[abbi] Elieser Bergmann und […] Seligmann Bär Bamberger.“ Sein Lehrhaus in Würzburg, dessen Schüler (Rabbinatskandidaten) seit circa 1815 meist auch die Würzburger Universität besuchten, trat die Nachfolge der 1826 geschlossenen Jeschiwa von Fürth an.
Er war ein Gegner des Anfang des 19. Jahrhunderts aufkommenden Reformjudentums und einflussreicher Vertreter der Orthodoxie. Entsprechend übernahmen auch seine Schüler im 19. Jahrhundert eine maßgebliche Rolle in der orthodoxen Lehre in Deutschland. Dazu gehörten u. a. die Rabbiner Lazarus Adler, Nathan Marcus Adler, Seligmann Bär Bamberger (den Bing selbst als seinen Nachfolger in Würzburg auserwählt hatte), Isaak Bernays und Jakob Ettlinger.
Bei Bing studierende Rabbinatskandidaten hatten 1827 den Dibbuk Chawerim („Bund der Freunde“) sowie einen Predigtverein gegründet.
Unter Bings Aufsicht entstand erstmals ein orthodoxer Katechismus für die Schulen. Bis Ende 1839 übte Bing seine Tätigkeit als ein sich als Gelehrter und Richter verstehender Rabbiner aus, bis er gegen seinen Willen von den staatlichen Behörden in den Ruhestand versetzt wurde, bevor er ein Jahr später starb. Bing wurde als erster Jude aus Würzburg auf dem jüdischen Friedhof Höchberg beigesetzt – wie viele Würzburger Rabbiner nach ihm.